# Racionalisme italià
El concepte de racionalisme italià es refereix als corrents arquitectònics, que a partir del futurisme es van desenvolupar a Itàlia principalment en la dècada dels anys 1920 i 1930 del segle xx, en connexió al Moviment Modern internacional.

## Antecedent: el futurisme

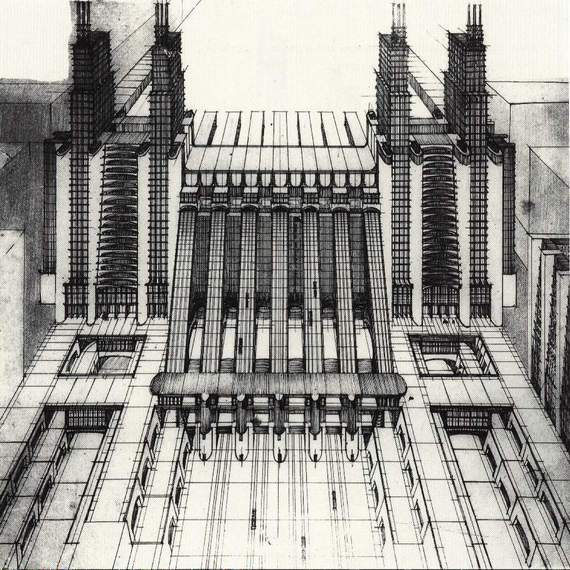
Dibuix en perspectiva de la «Ciutat Nova» de Sant'Elia de 1914.

Amb relació a l'arquitectura, el futurisme, com a moviment artístic d'avantguarda, situava la ciutat en el centre de la seva atenció, doncs la concebia com el símbol del dinamisme i de la modernitat. El seu exponent més representatiu en arquitectura va ser Antonio Sant'Elia, qui va publicar el 1914 el Manifesto dell'architettura futurista, en el qual exposa els principis d'aquesta corrent.
El futurisme de Sant'Elia era concebut com arquitectura en «moviment», un espai arquitectònic lligat al temps, en un projecte sistèmic de la ciència tecnològica de les màquines. Així l'univers de l'arquitectura s'amplia i es vincula amb la dimensió urbana. En aquest sentit, la Città Nuova (Ciutat Nova), de 1913-1914, és el projecte més important d'aquest arquitecte. En el mencionat projecte es va imaginar, en una col·lecció d'esbossos i projectes, la Milà del futur. El treball de Sant'Elia va tenir un important impacte a nivell europeu, i encara que es vinculava a l'Art Nouveau i al Modernisme austríac, en algunes de les seves característiques va deixar veure senyals d'una ruptura absoluta amb el passat que volia transformar.
La mort prematura d'Antonio Sant'Elia, en el Front Italià durant la Primera Guerra Mundial, va impedir el desenvolupament de les idees futuristes en arquitectura. En els seus models arquetípics molts han vist una anticipació a les idees de Walter Gropius i de Le Corbusier, essent considerat com un dels precursors de l'art modern.

## El Grup 7

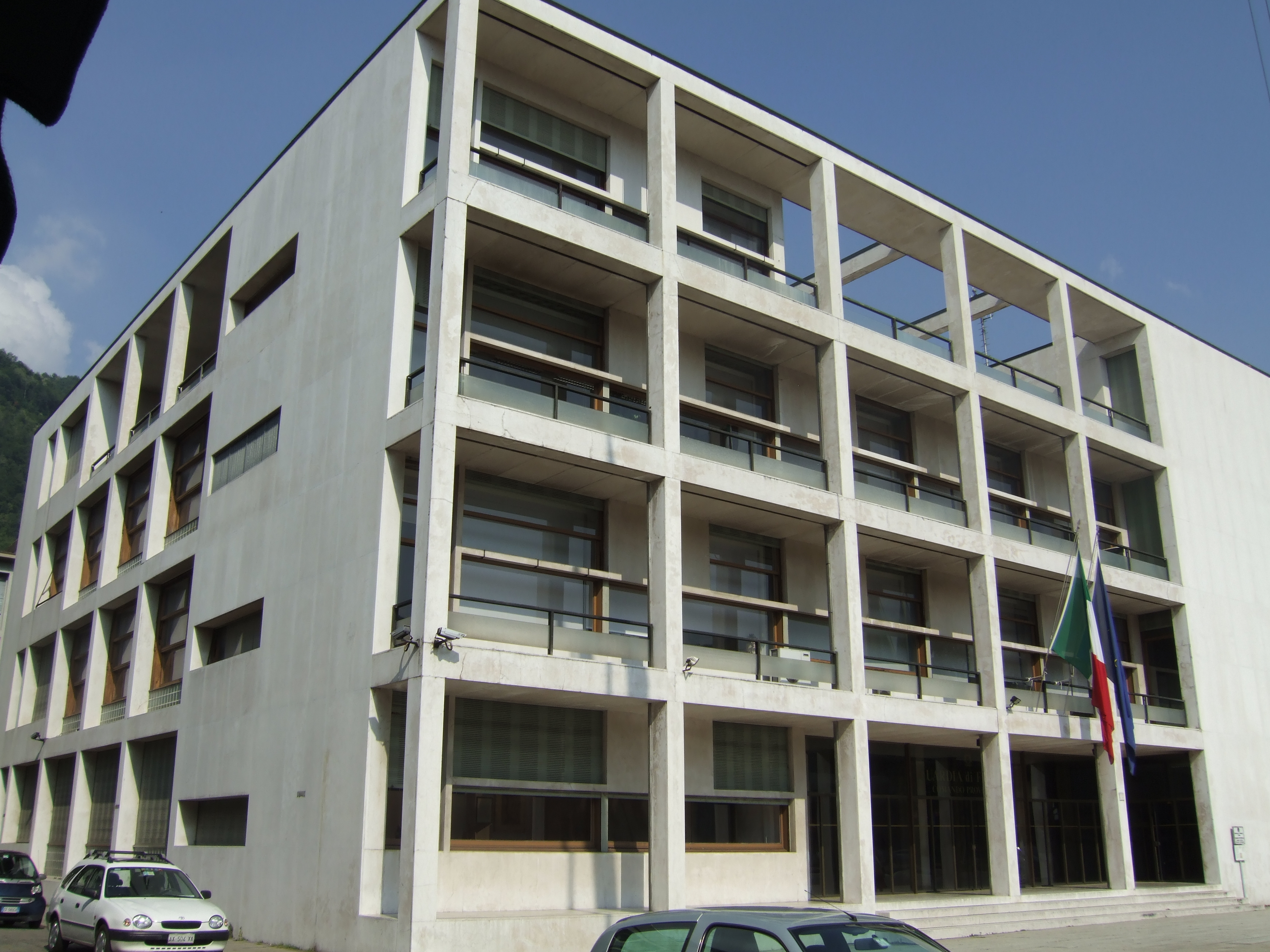
Casa del Fascio, a Como, 1932-36, Giuseppe Terragni-

Als anys vint, amb la desaparició d'Antonio Sant'Elia, el futurisme perd el seu impuls i l'arquitectura dels primers anys de la postguerra ofereix escasses novetats. En aquells dies el clima artístic italià es trobava dominat per l'academicisme, que preconitzava un retorn als principis del classicisme, però adaptant-los en un estil propi del segle xx.
En aquest context, el 1926 es va formar el «Grup 7», que incloïa els arquitectes Giuseppe Terragni, Luigi Figini, Guido Frette, Sebastiano Larco, Gino Pollini, Carlo Enrico Rava i Ubaldo Castagnola, un any més tard reemplaçat per Adalberto Libera. El grup pretenia renovar l'arquitectura italiana a través de l'adopció dels principis del racionalisme, com una forma de tornar a la raó i la tradició en acabat la irracionalitat de la guerra. Aquests principis, van ser entesos per la societat italiana com un retorn a l'ordre, afavorint l'aparició d'un règim autoritari. Aquestes idees, portaven els arquitectes a identificar problemes d'ordre urbanístic, centrant-se en les exigències que imposaven les ciutats modernes.
En aquest context, en un número de la revista Rassegna Italiana, el Grup 7 es va presentar al públic assenyalant els nous principis que havia de seguir l'arquitectura, d'acord amb les idees modernes que sorgien a diferents parts d'Europa. Es postulava el retorn a la forma pura, essencial, que expressi la funcionalitat de les construccions, rebutjant l'ornamentació i la decoració, mitjançant el constant ús de la racionalitat. Aquesta publicació és considerada com el Manifest del Racionalisme Italià. El 1928 es va inaugurar la «Exposició d'Arquitectura Racional» de Roma, sense despertar grans reaccions.
El Grup 7 no es va presentar com una revolució estilística, perquè en un cert mode defensava la idea de la superació de la tendència a tancar-se en un estil específic, pel mig de la racionalitat arquitectònica. Es va plantejar a ell mateix com una forma de mediació entre «l'esperit nou i la tradició», i entre el classicisme i el funcionalisme. Intentant presentar-se com la proposta de nou disseny més adequada per al règim feixista, del qual molts joves arquitectes -com Giuseppe Terragni i Pagano- eren partidaris.

## El M.I.A.R.
L'any 1930 el Grup 7 va canviar de forma, i va donar lloc al Movimento Italià Architettura Razionale (M.I.A.R.), al qual es van adherir uns 50 arquitectes provinents de les diferents regions del país. El 1931 el M.I.A.R. organitza la II Exposició d'Arquitectura Racional de Roma, l'impacte de la qual és molt més fort que a la primera edició, i queda clar que les obres racionalistes són massa revolucionàries, i no s'adapten adequadament a un règim autoritari.
La polèmica que es va generar en aquest context es va traduir en un conflicte amb els defensors de la vella escola, la majoria en aquells dies, provocant diverses renúncies al M.I.A.R. Fins a un punt va arribar el conflicte, que el seu secretari, Adalberto Libera, es va veure obligat a dissoldre el moviment.

## Obres representatives

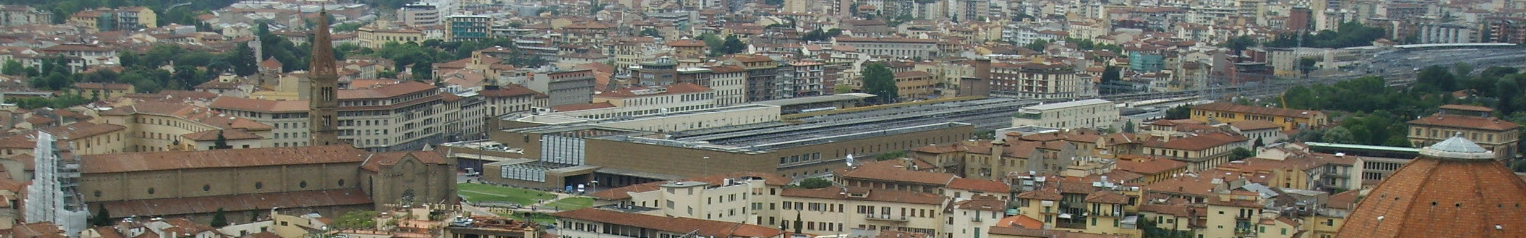
Vista panoràmica de Estació de Florència Santa Maria Novella de Florència.

| Data        | Obra                                     | Ubicació  | Arquitecte              |
| ----------- | ---------------------------------------- | --------- | ----------------------- |
| 1929        | Casa del Fascio                          | Como      | Giuseppe Terragni       |
| 1932        | Palau de Correus, via Marmorata          | Roma      | Adalberto Libera        |
| 1934        | Estació de Florència Santa Maria Novella | Florència | Giovanni Michelucci     |
| 1936 - 1950 | Case alte alla Foce                      | Gènova    | Luigi Carlo Danieri     |
| 1937        | Jardí Infantil Sant'Elia                 | Como      | Giuseppe Terragni       |
| 1938        | Casa Malaparte                           | Capri     | Adalberto Libera        |
| 1941        | Universitat Bocconi                      | Milà      | G. Pagano y G. Predeval |
| 1948        | Estació de Roma Termini                  | Roma      | Angiolo Mazzoni         |